# Distretto di Kang
Il distretto di Kang è un distretto della provincia del Nimruz, nell'Afghanistan sudoccidentale, al confine con l'Iran.